# Augusto Silj
Augusto Silj   (né le 9 juillet 1846 à Calcara di Ussita, dans les Marches, Italie, et mort le 27 février 1926 à Rome) est un cardinal italien du début du XXe siècle. Il est un cousin du cardinal Pietro Gasparri (1907).

## Biographie
Augusto Silj étudie à Norcia et à Rome.
Après son ordination il fait du travail apostolique dans le diocèse de Rome et il exerce des fonctions au sein de la Curie romaine. Il est élu archevêque titulaire de Césarée-en-Cappadoce (de) en 1906. Il est consacré le 13 janvier 1907 par Rafael Merry del Val avec comme co-consécrateurs Pietro Gasparri et Ercolano Marini (it). Silj est conseiller à la Congrégation du Concile et est nommé président de la Commission pontificale pour les œuvres religieuses et vice-Camerlingue de la Sainte Église romaine en 1916.
Le pape Benoît XV le crée cardinal lors du consistoire du 15 décembre 1919. Silj est vicaire pontifical de Notre-Dame de Pompéi et préfet du tribunal suprême de la Signature apostolique à partir de 1920.
Le cardinal Silj participe au conclave de 1922, lors duquel Pie XI est élu. Il meurt le 27 février 1926 à l'âge de 79 ans.